# Državni pravobranilec
Državni pravobranilec je pravnik z opravljenim pravniškim državnim izpitom, ki ga imenuje Državni zbor RS in zastopa državo in druge nosilce javnih pooblastil v postopku pred sodišči. 

Položaj, pravice in dolžnosti državnih pravobranilcev ureja Zakon o državnem pravobranilstvu.

Državno pravobranilstvo je organizirano po območjih okrožnih sodišč, kjer imajo izpostave, sedež pa ima pravobranilstvo v Ljubljani.

Primerjalnopravno gledano, poznajo nekatere države ločene položaje državnih pravobranilcev in državnih tožilcev, v nekaterih državah, pa sta obe funkciji združeni v istem organu.